# Gudmund Skjeldal
Gudmund Skjeldal (4 settembre 1970) è un ex fondista norvegese.
È fratello di Kristen, a sua volta fondista di alto livello.

## Biografia
In Coppa del Mondo ottenne il primo risultato di rilievo il 16 marzo 1991 a Oslo (8°) e l'unico podio il 13 marzo 1993 nella medesima località (2°). Non partecipò né a rassegne olimpiche né iridate.

## Palmarès

### Coppa del Mondo
- Miglior piazzamento in classifica generale: 20º nel 1993
- 1 podio (individuale[1]):
  - 1 secondo posto